# Mit Willy Fog zum Mittelpunkt der Erde
Mit Willy Fog zum Mittelpunkt der Erde (span.: Willy Fog 2) ist eine von BRB Internacional 1993 produzierte und von Wang Film Productions animierte Zeichentrickserie, die auf dem Roman Die Reise zum Mittelpunkt der Erde von Jules Verne basiert. Im Gegensatz zur Romanvorlage werden die Charaktere hier aber von Tieren verkörpert. Die Serie ist der Nachfolger von Um die Welt mit Willy Fog. Die spanische Originalfassung Willy Fog 2 wurde im deutschen auf zwei Teile aufgeteilt: Mit Willy Fog zum Mittelpunkt der Erde und Willy Fog auf den Spuren der Nautilus.

## Handlung
Der englische Geschäftsmann Willy Fog wettet erneut mit dem unfreundlichen Bankier Sullivan und drei weiteren Mitgliedern eines Gentleman-Klubs um jede Menge britische Pfund, dass er, nachdem er die Welt in 80 Tagen umrunden konnte, nun auch den Mittelpunkt der Erde erreichen würde. Begleitet wird er dabei wieder von seinem treuen Diener Rigodon und dessen Freund Tico, außerdem ist diesmal Willys Frau Romy dabei. Auch diesmal verläuft nicht alles reibungslos und die Reise birgt viele Gefahren in sich, außerdem versucht Sullivan erneut mithilfe seiner Schergen das Vorhaben zu sabotieren, damit Willy Fog dieses Mal seine Wette verliert.
Auch dieses Mal gelingt es Willy Fog sein Ziel zu erreichen und die Wette mit Sullivan und den anderen Mitgliedern des Gentleman Klubs zu gewinnen. Alle Abenteuer und Gefahren die Willy und seinen Begleitern auf der Reise begegnen werden von ihnen durch die ein oder andere clevere List erfolgreich bewältigt. Somit erreichen sie schlussendlich den Mittelpunkt der Erde und es gelingt ihnen Sullivan und den anderen den gewünschten Beweis zu erbringen und somit erneut die Wette zu gewinnen. Damit erringt der Löwe den Ruf des größten Abenteurers der damaligen Welt.

## Hauptcharaktere
Die Serienfiguren sind auch in der Fortsetzung wieder anthromorphe Tiere.
- Willy Fog (Löwe): Willy Fog ist ein englischer Gentleman, dem die Höflichkeit über alles geht. Obwohl er alles daran setzt, seine Wette zu gewinnen, vergisst er jedoch nie die wesentlichen Dinge im Leben wie beispielsweise seine Freunde.
- Rigodon (Kater) und Tico (Hamster): Zwei unzertrennliche Freunde, die Willy Fog mehr als einmal eine große Hilfe auf der Reise sind.
- Prinzessin Romy (Katze): Die Prinzessin sollte im indischen Dschungel nach dem Tod ihres Ehemannes verbrannt werden, doch Willy Fog konnte sie retten. Seither gehört ihm ihr Herz. Am Ende der ersten Serie Um die Welt mit Willy Fog heiraten sie und Willy am 22. Dezember
- Sullivan (Wolf): Er ist ein skrupelloser Geschäftsmann und der ewige Konkurrent von Willy Fog, mithilfe seines Schergen Transfer versucht er auch in dieser Serie die Wette zu gewinnen, indem er die Reise von Willy und seinen Begleitern sabotiert.
- Transfer (Fuchs): Dieser Verbrecher wurde von Sullivan angeheuert, um Willy Fog bei seinem Vorhaben zu sabotieren. Wie sein Name vermuten lässt, ist Transfer ein Meister der Verkleidung.
- Inspektor Dix (Hund): Aufgrund eines Missverständnisses dachte der Polizist von Scotland Yard, in der ersten Serie Um die Welt mit Willy Fog, Willy Fog wäre ein Bankräuber und verfolgte ihn mit seinem Assistenten Bully, einer Bulldogge.
- Professor Lidenbrock (Dachs): Er ist Professor in Hamburg und findet Runen eines isländischen Alchemisten. Willy Fog soll die Reise zum Mittelpunkt der Erde auf seinen Erkenntnissen durchführen.
- Professor Arronax (Eule): Er ist ebenfalls ein Professor. Er will mehr über das geheimnisvolle Seeungeheuer erfahren und begleitet unsere Freunde. Er basiert auf der Figur Pierre Arronax aus Jules Vernes Buch "20.000 Meilen unter dem Meer".
- Koch Sam (Walross): Er ist der Koch auf der Nautilus. Er hilft unseren Freunden, auch wenn seine Seetang-Gerichte vor allem Tico nicht schmecken.

## Produktion und Veröffentlichungen
Die Serie wurde von Wang Film Productions im Auftrag von BRB Internacional animiert. Die Idee zur Serie stammt von Claudio Biern Boyd, basierend auf den Werken von Jules Verne. Die Musik stammt von Guido De Angelis und Maurizio De Angelis. Die spanische Fassung mit ihren 26 Folgen wurde im Deutschen auf zwei Teile aufgeteilt: Mit Willy Fog zum Mittelpunkt der Erde und Willy Fog auf den Spuren der Nautilus.
Der spanische Sender RTVE strahlte die Serie 1993 erstmals aus, die deutsche Fassung wurde zuerst 1996 auf RTL 2 gezeigt. In den 1990er und 2000er Jahren wurden die gesamte Serie auf Video veröffentlicht. Später wurden die Folgen von Phoenix Entertainment auf DVDs veröffentlicht. Seit dem 9. Juli 2012 ist die Serie in deutscher Sprache On-Demand bei MyVideo zu sehen.
Es existieren unter anderem auch Übersetzungen ins Englische, Französische und Polnische. 

### Synchronisation
| Figur     | Spanischer Sprecher | Deutscher Sprecher |
| --------- | ------------------- | ------------------ |
| Willy Fog | Claudio Rodriguez   | Herbert Weicker    |
| Romy      | Glòria Camara       | Michaela Degen     |
| Tico      | Jose Moratalla      | Michael Habeck     |
| Rigodón   | Manuel Peiró        | Florian Halm       |
| Transfer  | Eduardo Jover       | Michael Rüth       |
| Sullivan  | Daniel Dicenta      | Holger Schwiers    |